# Новиков, Василий Иванович
Василий Иванович Новиков (1921—1945) — Гвардии лейтенант Рабоче-крестьянской Красной Армии, участник Великой Отечественной войны, Герой Советского Союза (1945).

## Биография
Василий Новиков родился 16 апреля 1921 года в деревне Лепёшки Сергиевского уезда Московской губернии (ныне — Пушкинский район Московской области). С детских лет жил в городе Красноармейске Московской области. После окончания семи классов школы работал токарем в механическом цехе на текстильной фабрике имени Крафт. В октябре 1940 года Новиков был призван на службу в Рабоче-крестьянскую Красную Армию. 
Участник Великой Отечественной войны. В 1942 году он окончил курсы младших лейтенантов. С февраля того же года — на фронтах Великой Отечественной войны.
К январю 1945 года гвардии лейтенант Василий Новиков командовал танковым взводом разведки 3-го танкового батальона 53-й гвардейской танковой бригады 6-го гвардейского танкового корпуса 3-й гвардейской танковой армии 1-го Украинского фронта. Отличился во время Сандомирско-Силезской операции. 16 января 1945 года взвод Новикова одним из первых вошёл в город Радомско. 12-19 января 1945 года Новиков лично уничтожил 4 танка и большое количество другой боевой техники и живой силы противника. 19 января 1945 года в бою за город Велюнь танк Новикова был подбит, а сам он в тяжёлом состоянии был отправлен в госпиталь. Скончался от полученных ранений 21 февраля 1945 года, похоронен на кладбище Куле в городе Ченстохова.

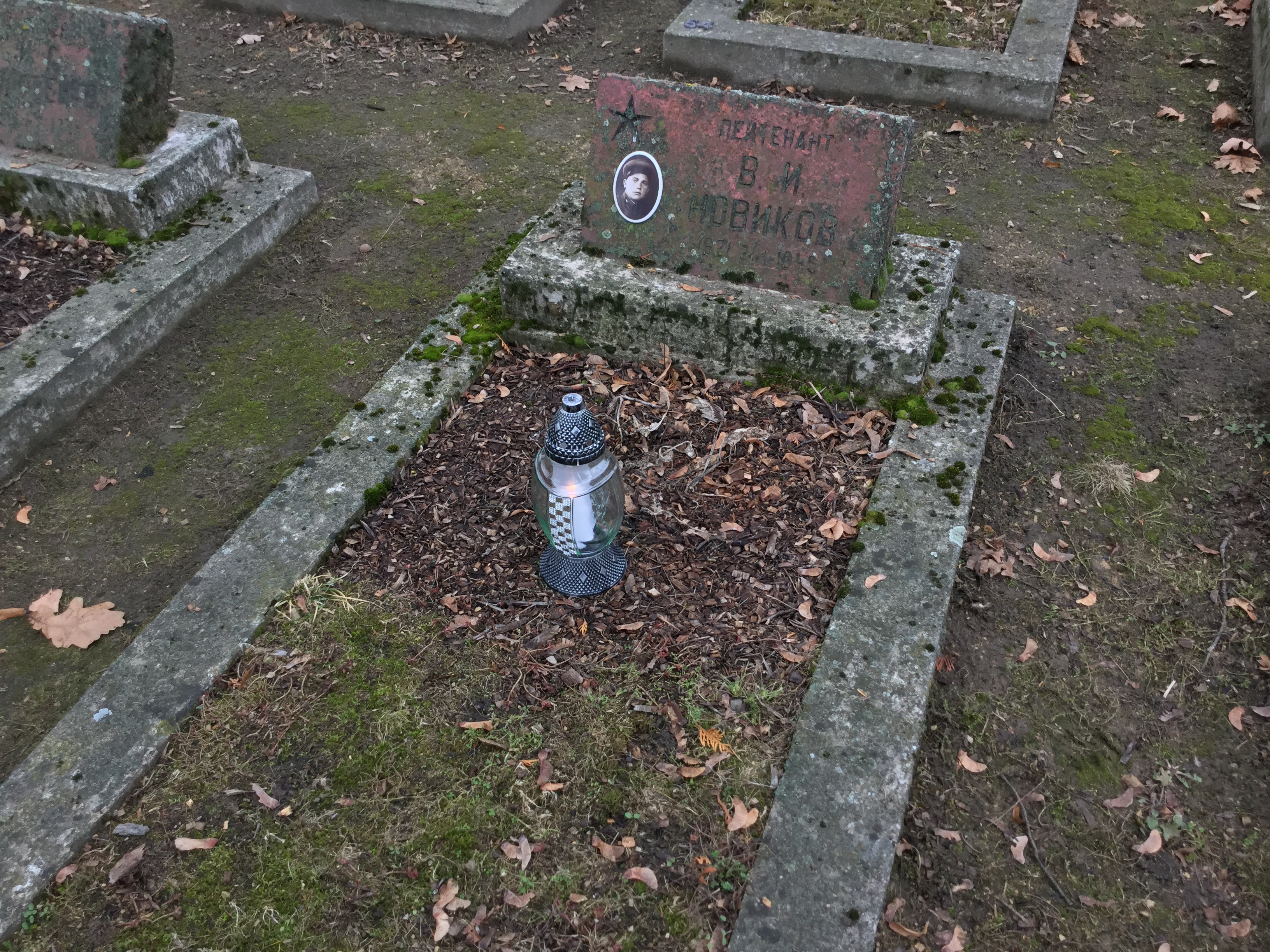
Могила В. И. Новикова

Указом Президиума Верховного Совета СССР от 10 апреля 1945 года за «мужество и героизм, проявленные в Сандомирско-Силезской операции» гвардии лейтенант Василий Новиков посмертно был удостоен высокого звания Героя Советского Союза. Также был награждён орденами Ленина и Красного Знамени, рядом медалей.